# Ensillre kalkbarrskog
Ensillre kalkbarrskog este o arie protejată (arie specială de conservare — SAC, sit de importanță comunitară — SCI) din Suedia întinsă pe o suprafață de 11,4 ha, integral pe uscat.

## Localizare
Centrul sitului Ensillre kalkbarrskog este situat la coordonatele 62°34′45″N 15°44′19″E / 62.5791°N 15.7386°E.

## Înființare
Situl Ensillre kalkbarrskog a fost declarat sit de importanță comunitară în iulie 2000 pentru a proteja 2 specii de plante. Situl a fost protejat și ca arie specială de conservare în martie 2011.

## Biodiversitate
Situată în ecoregiunea boreală, aria protejată conține 3 habitate naturale: Mlaștini alcaline, Taiga vestică, Păduri fino-scandinave bogate în ierburi cu Picea abies.
La baza desemnării sitului se află mai multe specii protejate de  plante (2): Calypso bulbosa, papucul doamnei (Cypripedium calceolus).